# Antonio Pérez González
Antonio Pérez González, né le 7 juillet 1990 à Oviedo, est un joueur de rink hockey international espagnol. Il joue au poste d'attaquant et évolue en 2018 au sporting de Lisbonne.

## Palmarès
En 2015, il obtient une seconde place au championnat du monde avec l'équipe d'Espagne.